# 妻壁
妻壁（つまかべ）とは、妻側の妻梁以上の外装の壁を指す。また、流通業界における輸送機器の壁の呼び名としても用いられる。

## 建築
入母屋造や切妻屋根等、棟付近に達する壁のあるものに見られ、宝形造や寄棟造の屋根にはない。形状は三角形である例が多い。これに破風板などを含めて破風といいこれらを飾る意匠のことを妻飾り（つまかざり）という。
木構造の建築では、大壁の場合、漆喰やモルタルなどを塗り篭める塗り壁や、木板や金属板などを張る張り壁、で仕上げられる。屋根裏が閉鎖的な空間の場合は換気口が開けられ、屋根裏に人の立ち入ることができる空間や吹き抜けがある場合は窓やベランダ等が併設されることがある。
日本の伝統的な建築のものとして、寺院建築では真壁に仕上げることがあり、書院造等では木連格子（きづれごうし）とすることがある。茅葺や藁葺のかまどを併設する農家や茶室建築の入母屋屋根の妻は、壁の代わりに開口し格子を設けて「煙ぬき」という換気口とすることがある。

## 車両
自動車の進行・後退する方向（ナンバープレートや前照灯・尾灯の付いている面）にある壁を指す。別名、妻側（つまがわ）・横手方向（よこてほうこう）とも呼ばれている。物流業界では各種輸送コンテナ・トラック等の箱型の輸送機器の説明や表現方法として、よく用いられている。
鉄道車両でも連結面側の壁を「妻」、「妻板」、「妻面」と呼ぶ。さらに、運転台のある前頭部（先頭部）や、連結面側でも単純な平面ではない場合には「丸妻」や「折れ妻」または「折り妻」、運転台の有無や先頭・中間に関わらず、平面構成である点を強調する場合は「切妻」と、呼び分ける場合もある。流線形、ボンネット形、展望車など、垂直な平面からかけ離れた形状のには使われていない。詳しくは「構体 (鉄道車両)」を参照。